# عقربا (درعا)
عقربا قرية في حوران بمحافظة درعا تقع في شمال غرب محافظة درعا وتتبع منطقة الصنمين، تبعد عن دمشق بحوالي 52 كم وتعتبر قرية عقربا أول قرية صحية في سوريا 1996 من حيث نسبة المدخنين فيها.عقربا غنية بالأثار القديمة وهي منطقة ذات وفرة مطرية وأرض خصبة وشعب طيب يتوفر في القرية الكثير من الخدمات العامة والمستوى التعليمي فيها متقدم.

## الموقع
تقع قرية «عقربا» في المنطقة المسمى «الجيدور» أي بين سهل «حوران» و«هضبة الجولان» وفي الزاوية الشمالية الغربية من محافظة «درعا» ويحدها من الجنوب بلدة «الحارة» ومن الشرق بلدة «كفر شمس» وقرية «أم العوسج» ومن الشمال قرية «كفر ناسج» وقرية «المال» ومن الغرب الحدود الإدارية لمحافظة «القنيطرة» حيث تبلغ مساحتها الإجمالية 3700 هكتار موزعة بين 450 هكتاراً المخطط تنظيمي و3250 مساحة الأراضي الزراعية.

## التسمية
كان اسم القرية هو «الدير الأحمر» نسبة للدير الموجود بها أسوة بالقرى الموجودة حولها مثل «دير العدس» و«دير البخت» التي ما تزال موجودة حتى الآن في حوران. اما عن تسميتها الحاليا فتعود إلى اسطورة قديمة حيث يقال أن اسم عقربا يعود إلى قصة ابنة ملك بصرى، حيث قال له العرّافون أن ابنته الأميرة ستموت من لدغة «عقرب» فأمر لها ببناء سرير مرتفع عن الأرض، وفي يوم من الأيام أحبت الأميرة أن تأكل عنباً فأحضروا لها عنقوداً من أرض إحدى القرى التي كان يوجد فيها كروم وفيرة، ولسوء الحظ فإن «عقرباً» استطاع أن يختبئ بين حبات العنب دون أن ينتبه له أحد، وعندما باشرت تأكل منه لدغها «العقرب» وماتت الأميرة، وسئل عن سبب موتها قال الناس ماتت من عنب فيه «عقرب» فأصبحت القرية التي أنتجت ذلك العنقود منذ ذلك الحين تسمى «عقربا».

## التاريخ
مرت على المنطقة الكثير من الاحداث التاريخية وسكنها الاراميون والرومان واليهود ومن ثم الغساسنة.يوجد في القرية أنقاض دير الأحمر الأثري، إذ إن الاسم القديم لهذه القرية مستوحى منه، حيث إن أساساته ما تزال ملحوظة، ويحيط به سور قديم له بوابة من جهة الجنوب وهي البوابة الرئيسية للدير الذي يرجح أنه دير يهودي نظرا لوجود صخره كبيره داخل الدير منقوش عليها نجمه تشبه تلك الموجوده على العلم الإسرائيلي وهي أحد رموز الديانة اليهوديه الا أن وزاره الأثار والمتاحف في سوريا ترفض تأكيد هذه الترجيحات لكي تؤكد ان الأرض الواقعة عليها القرية هي أرض عربيه بامتياز ولا وجود تاريخي لليهود فيها وتوجد نقوش سنابل قمح وعناقيد عنب أيضا على الأسوار المحيطة بالدير، كما يوجد في القرية بعض الأبنية الأثرية والتي يعود بناؤها إلى زمن الرومان من هذه الاثار كان يوجد برج قديم يصل ارتفاعه نحو 9 م قام أهالي القرية بهدمه من اجل بناء مدرسة في عام 1948 وتضاربت الأخبار حوله، فمنهم من يقول انه كان زاوية لقصر قديم، أو انه برج مراقبة من اجل حماية كروم العنب التي تواجدت بكثرة، ومنهم من يقول انه برج يهتدي به المسافرون لوجود ومسالك رومانية قديمة بقيت ملامحها موجودة حتى الأمس القريب، ويقال انه توجد أبنية مدفونة تحت أرض القرية».

## السكان
يبلغ عدد سكانها نحو 10 آلاف نسمة وعدد الأسر نحو 1050 أسرة، وبلغ عدد الوافدين اليها من محافظة «القنيطرة» 800 نسمة ويبلغ عدد المنازل فيها نحو 1000 منزلاً موزعة على 28 حياً لكل حي مندوب يمثله أمام لجنة التنمية والتعليم في عقربا نسبته جيدة حيث لا تتجاوز نسبة الأمية فيها عن 6.6 %

## الزراعة والاقتصاد
يشتهر سكان عقربا بالزراعة وتربية الماشية والدواجن ويأتي القمح في المرتبة الأولى من المحاصيل الزراعية، ثم الحمص والشعير ودخلت زراعة الزيتون مؤخرا على القرية واصبحت إحدى أهم المكونات الاقتصادية فيهاويبلغ عدد الغراس حوالي 14000 غرسة. كما يوجد الكثير من أبناء القرية يعملون في قطاع الخدمات في العام والخاص من حملة الشهادات العالية ومدرسين...».

## المرافق العامة
يوجد في البلدة عدد من المنشآت الحكومية منها مبنى مجلس البلدية ووحدة إرشادية والمركز ثقافي حيث تلقى فيه الندوات الثقافية والامسيات الثقافية، ومركز صحي عام يهتم بشؤون المواطنين الصحية، كما تحتوي البلدة على 4 مدراس لتعليم الأساسي (التعليم الابتدائي)حلقة أولى وإعدادية وثانوية وروضة للأطفال مؤلفة من ثلاث شعب. نسبة التعليم في القرية عالية ويوجد فيها نسبة كبيرة من حملة الشهادات العليا.